# تشلسي مارتن
تشلسي مارتن (بالإنجليزية: Chelsea Martin)‏ هي فنانة قصص مصورة وفنانة وكاتِبة أمريكية، ولدت في 1986 في سانتا روسا في الولايات المتحدة.